# Jabaal Sheard
(en) Statistiques sur pro-football-reference
Jabaal Sheard (né le 10 mai 1989 à Hollywood, Floride, est un joueur américain de football américain évoluant au poste de defensive end. Sélectionné lors de la draft 2011 de la NFL en 37e position par les Browns de Cleveland, il y reste trois saisons. Avant la saison 2015, il signe avec les Patriots de la Nouvelle-Angleterre avec qui il remporte le Super Bowl LI. Il évolue désormais pour les Colts d'Indianapolis.

## Biographie

### Carrière universitaire
Jabaal Sheard joue pour les Panthers de Pittsburgh de 2007 à 2010.

### Carrière professionnelle

#### Browns de Cleveland
Jabaal Sheard est sélectionné en 37e position lors de la draft 2011 de la NFL par les Browns de Cleveland. Il est titulaire lors de toutes les rencontres de la saison régulière de sa première année dans la ligue en 2011. Il réussit notamment un sack contre les Colts d'Indianapolis et deux contre les Cardinals de l'Arizona.
Sheard poursuit son ascension avec les Browns en 2012 et 2013, réussissant de bonnes saisons avec respectivement 7 et 5,5 sacks. La saison 2014 est sa dernière avec les Browns. Il dispute à nouveau toutes les rencontres en tant que titulaire afin de devenir libre agent.

#### Patriots de la Nouvelle-Angleterre
Libre de signer où il le souhaite, Jabaal Sheard choisit les Patriots de la Nouvelle-Angleterre et paraphe un contrat de deux ans pour un total de 11 millions de dollars. Il s'impose dans la défense des Patriots lors de la première saison au Gillette Stadium. Il réussit quatre sacks lors de ses quatre premières rencontres sous ses nouvelles couleurs, et est rapidement regretté à Cleveland.
Alors que Chandler Jones est transféré aux Cardinals de l'Arizona, Sheard doit être le titulaire lors de la saison 2016. Moins efficace que la saison précédente, il est simplement dans la rotation défensive mais ne s'impose pas. Il gagne néanmoins le Super Bowl LI avec les Patriots avant de quitter la franchise.

#### Colts d'Indianapolis
Le 10 mars 2017, Sheard signe un contrat de 3 ans pour 25,5 millions de dollars avec les Colts d'Indianapolis.

## Palmarès
- Vainqueur du Super Bowl LI avec les Patriots de la Nouvelle-Angleterre